# LABOUM Project
《LABOUM Project》（韓語：라붐 프로젝트）是韓國MBC Music的綜藝節目，由女團LABOUM的柔廷、昭娟、ZN、海仁、率濱、律喜等人出演。節目為LABOUM成員參與的偶像團綜，主軸為「女團恐懼症」克服計畫，同時成員們將展示各自不同的個性和魅力，同時也將會展現成員們真實的日常生活。